# Antoine Dellieux
Antoine Dellieux, né à Troyes en Champagne et mort le 14 février 1481, est un moine chartreux, qui fut prieur de Grande Chartreuse et ministre général de l'ordre des Chartreux.

## Biographie
Antoine Dellieux fait profession à la Chartreuse du Val-de-Bénédiction, près d'Avignon et devient prieur de cette maison. Il la dirige depuis quelques années, lorsqu'il est appelé à prendre la succession de Dom Jean Zeeven Van Roesendael.
Il est général, à peine depuis un an, lorsque la Grande Chartreuse est brûlée une troisième fois, dans les derniers jours d'octobre 1473. Avec les aumônes de Louis XI, qui offre spontanément 10.000 livres payables en dix annuités, et de Marguerite d'York, Dom Antoine peut faire des réparations et des constructions importantes. De toutes les parties de l'Europe, les Chartreux envoient aussi des aumônes qui permettent de réparer et même d'augmenter les bâtiments du monastère.
Galéas Sforce, duc de Milan, de la famille des fondateurs de la chartreuse de Pavie, exerce une pression sur les suffrages des religieux pour faire nommer prieur de cette maison un certain Dom Laurent de Ripalta; le Révérend Père Général dépose ce Supérieur, élu contre toutes les règles et nomme à sa place Dom de Lampignano, profès de Mantoue. Le duc veut chasser les religieux de la chartreuse de Pavie; Dom Antoine maintient sa décision, préférant s'exposer à perdre cette maison plutôt que d'approuver un manquement à la Règle cartusienne.
Le Souverain Pontife, Sixte IV, le tient en très haute estime, et le nomme Cardinal; mais quand cette nouvelle arrive, le R. P. Dom Antoine Dellieux vient de mourir le 14 février 1481.